# Американско фламинго
Американско фламинго (Phoenicopterus ruber) е вид птица от семейство Фламингови (Phoenicopteridae).

## Разпространение и местообитание
Разпространен е в Аруба, Бахамските острови, Бонер, Синт Еустациус, Саба, Бразилия, Венецуела, Гвиана, Доминиканската република, Еквадор, Колумбия, Куба, Мексико, САЩ, Суринам, Тринидад и Тобаго, Търкс и Кайкос, Френска Гвиана, Хаити и Ямайка.